# Списък на медицински термини
Тази страница представлява списък на някои медицински термини.
А – Б – В – Г

Д – Е – Ж – З

И – Й – К – Л

М – Н – О – П

Р – С – Т – У

Ф – Х – Ц – Ч

Ш – Щ – Ъ – Ю

Я

## А
Сортирането по азбучен ред става с кликването върху символа вдясно от „Термин“
| Термин                     | Значение/Описание | Илюстрация |
| -------------------------- | --- | ---------- |
|                            | |            |
| Абдомен                    | „Корем“. Телесна кухина и органите в нея между долната линия на гръдния кош и свивките на бедрата. Обхваща уретери, черва, черен дроб, анус, пикочен мехур, жлъчка и гениталии.                                             |            |
| Абдоминален                | |            |
| Абдуктор                   | |            |
| Абдукция (медицина)        | „Отвеждане“ встрани по отношение на осева линия или централна плоскост. |            |
| Аберация                   | „Отклонение от (някаква) норма“ |            |
| Аблация                    | „Остъргване.“ Отнемането на материал от повърхността на даден обект. |            |
| Аборт                      | Преждевременно прекъсване на бременността чрез спонтанно или хирургично изхвърляне/отстраняване на ембриона от матката |            |
| Абразия (медицина)         | „Одраскване.“ |            |
| Абсанс                     | „Отсъствие“. Обикновено става дума за разновидност на епилептични припадъци без характерния гърч, но с изразено зарейване или отсъствие на вниманието на пациента.                                                          |            |
| Абсцес                     | Възпаление с натрупване на гной. |            |
| Автоваксина                | |            |
| Автоимунитет               | Невъзможност на един организъм да разпознава своите собствени тъкани. |            |
| Автоклав                   | Херметическа камера за изваряване и дезинфекция. |            |
| Автолиза                   | Разпадане на тъканите на организмите под действието на вътре-тъканни ферменти |            |
| Агенезия                   | |            |
| Аглутинация                | „Слепване“ на сравнително едри антигенни частици, еритроцити, бактерии или други животински клетки под действието на специфични антитела (аглутинини).                                                                      |            |
| Агония                     | |            |
| Аграфия                    | Разстройство на възможността за писане |            |
| Адамова ябълка             | Хрущялна рамка, свързана със сухожилия и мускули, която създава изпъкналост в предната част на врата над ларинкса |            |
| Аддукция                   | „Привеждане“ към средата по отношение на осева линия или централна плоскост |            |
| Аденовирус                 | |            |
| Аденом                     | |            |
| Адисонова болест           | Рядко ендокринно разстройство, което води до недостиг на минералкортикоиди, глюкокортикоиди и надбъбречните андрогени. |            |
| Аднексит                   | |            |
| Адреналин                  | Хормон от групата на катехоламините, произвеждан от надбъбречната жлеза. |            |
| Адренокортикотропен хормон | Хормон на хипофизата: стимулира производството на хормони от кората на надбъбречните жлези. |            |
| Адренолитик                | |            |
| Адреномиметик              | |            |
| Адстрингент                | |            |
| Адстрингентен              | |            |
| Аероб                      | Организъм, нуждаещ се от среда с наличие на кислород в свободно състояние за извършване на процеса дишане. |            |
| Акантоза                   | Характерно покадифяване/оцветяване на кожата, особено по гънките, често симптом на хормонални отклонения (диабет). |            |
| Акинезия                   | Липса на движение. |            |
| Акне                       | Болестно състояние на кожата – проява на себорея (не само) по време на пубертета; „младежки пъпки" |            |
| Акродиния                  | Болка в крайниците, ръцете (дланите) и стъпалата. |            |
| Акромион                   | Част от плешката. |            |
| Аксила                     | Мишница. |            |
| Аксон                      | Дългото нервно влакно – израстък на нервната клетка, комуникиращ със следващата нервна клетка; нервите всъщност са снопове от аксони.                                                                                       |            |
| Акупунктура                | Техника на поставяне и манипулиране с игли в „акупунктурни точки“ по тялото. |            |
| Алдостерон                 | Стероиден хормон, увеличащ резорбцията на натрия в бъбреците за сметка на калия. |            |
| Алексин                    | защитно вещество в кръвта |            |
| Алерген                    | Вещество с антигенни свойства, което има способността да предизвика алергична реакция. |            |
| Алергия                    | Прекомерна защитна реакция, чувствителност и реакция, на имунната система към нещо, което не застрашава пряко тялото. |            |
| Алкохолизъм                | Болест, при която човек се намира в състояние на физическа и психическа зависимост от алкохола |            |
| Алкохолна болест           | |            |
| Алоантиген                 | |            |
| Алопеция                   | |            |
| Алопласика                 | |            |
| Амблиопия                  | „Мързеливо око“ – здраво око, което има намалено зрение. |            |
| Аменорея                   | Липса на менструация в рамките на 3 или повече месеца |            |
| Амилоид                    | |            |
| Амилоидоза                 | |            |
| Аминокиселина              | |            |
| Амнезия                    | |            |
| Амнион                     | |            |
| Ампутация                  | Хирургическо или травматично отстраняване на част от човешкото тяло, например крак. |            |
| Анабиоза                   | Състояние на почти пълно, но обратимо прекратяване на жизнената дейност. |            |
| Анастомоза                 | Прилепване на две отверстия едно към друго; например пришиване на една вена върху друга. |            |
| Ангина                     | Общо означава „болка“. В частност, като „гнойна ангина“, остро инфекциозно заболяване на сливиците, което се характеризира с възпаление и увеличаване на лимфните възли.                                                    |            |
| Ангиография                | Радиографско изследване, включващо заснемане на кръвоносните съдове посредством тънък катетър и контрастен медиум. |            |
| Ангиология                 | Дисциплина, посветена на функциите и болестите на кръвоносните съдове. |            |
| Ангиоспазъм                | Спазъм на гладката мускулатура, обвиваща артериите с резултат временен колапс на съда и дистален симптом. |            |
| Аневризма                  | Патологично разширение на кръвоносен съд вследствие отслабване на съдовата стена |            |
| Анестезиолог               | Лекар – специалист по обезболяване. |            |
| Анестезиология             | Дял от медицината, решаваща проблемите на борбата с болката; разработва, изучава, представя и прилага методите на обезболяване, промяна в съзнанието и потискане на нежелани ефекти, с цел извършване на различни операции. |            |
| Анестезия                  | „Упойка“, обезболяване, обезчувствяване. |            |
| Анизокория                 | Състояние, при което двете зеници имат различен диаметър. |            |
| Анизоцитоза                | |            |
| Анкилоза                   | Схващане на стави поради абнормално срастване или адхезия в резултат на болест или травма. |            |
| Анодонтия                  | Липса на зародиш на всички бебешки или постоянни зъби. Рядко генетично заболяване. |            |
| Аноксия                    | Липса на подаване на кислород до определени тъкани или цялото тяло. |            |
| Анорексия                  | Липса на апетит. |            |
| Аносмия                    | Липса на функционално обоняние. |            |
| Антеверзия                 | Степен на предно изнасяне на част от тялото или крайник. |            |
| Антибиотик                 | Вещество или химично съединение за унищожаването или забавянето на растежа на микроорганизми. |            |
| Антиген                    | Вещества, които се възприемат от организма като чужди, предизвикващи специфичен имунен отговор. |            |
| Антикоагулант              | Вещество, забавящо или прекратяващо процеса на кръвосъсирване. |            |
| Антиперисталтика           | Контракции на храносмилателната система, прокарващи съдържанието на червата в обратна посока (нагоре / към устата). |            |
| Антисептик                 | Вещество за елиминиране на болестотворни замърсители. |            |
| Антисептика                | |            |
| Антитела                   | |            |
| Антракс                    | Синя пъпка. Бактериално заболяване на кожата, белите дробове и други системи. |            |
| Анурия                     | Липса на уринопроизводство. |            |
| Анус                       | Отверстието в крайния участък на храносмилателанта система, откъдето излизат отпадните продукти на храносмилането. |            |
| Анхидроза                  | Обезводняване. |            |
| Аорта                      | Най-големият кръвоносен съд; основната артерия, излизаща от сърцето. Върви по „централната ос“ на тялото. |            |
| Аортит                     | Възпаление на аортата. |            |
| Апнея                      | Състояние на бездиханност. Спиране на дишането. |            |
| Апоневроза                 | Широка полоса от немного кръвоснабдена жилеста ципа – съединителна тъкан. |            |
| Апоплексия                 | „Удар.“ Излив на кръв в участък, предизвикващ намаляване на кръвоснабдяването на дисталните участъци от басейна на съда и некроза на непосредствените до апоплексията тъкани.                                               |            |
| Апраксия                   | Загуба на практическо умение. „Неумеене.“ Загуба на определена неспецифирана функция на мозъка. |            |
| Аптиализъм                 | Липса или намалена секреция на слюнка. |            |
| Аргиризъм                  | Състояние на отлагане на сребро в тъкани (особено кожата) след излагане на сребро в различни форми. Предизвиква характерно синьо-сиво оцветяване на кожата.                                                                 |            |
| Ареола                     | Пигментираната част около зърното на гърдата. |            |
| Ареолит                    | Възпаление на ареолата. |            |
| Арефлексия                 | Липса на рефлекси, обикновено локална. |            |
| Аритмия                    | Нарушаване на нормалния синусов ритъм на сърцето. |            |
| Артериит                   | Възпаление на артериите. |            |
| Артериола                  | Малък кръвоносен съд, доставящ окислена кръв от сърцето към органите. |            |
| Артерия                    | Кръвоносен съд, доставящ окислена кръв от сърцето към органите. |            |
| Асептика                   | |            |
| Асептичен                  | |            |
| Асистолия                  | Състояние, при което няма сърдечна електрическа активност и следователно липсва кръвен поток |            |
| Аспергилоза                | Сериозно гъбично системно заболяване, причинено от културата Аспергилус. |            |
| Астеничен                  | „Слаб“ (безсилен). |            |
| Астения                    | „Мускулна слабост“ |            |
| Астроцит                   | Клетка, поддържаща невроните на мозъка. |            |
| Атаксия                    | Повреда на мускулно-нервната координация на движенията. Пример: болестта на Хънтингтън; симптом на травма на малкия мозък.                                                                                                  |            |
| Атенюиран                  | „Намален, отслабен“ |            |
| Атером                     | Подуване на артериалната стена поради акумулирането на отпадни продукти от макрофаги. |            |
| Атония                     | Липса на мускулен тонус. |            |
| Атриум                     | Предсърдие на сърцето. (Ляво и дясно) |            |
| Атрихоза                   | Липса на окосмяване. |            |
| Атрофия                    | Намаляване на функционалния обем или функцията на орган. Пример: мускул, мозък. |            |
| Аускултация                | „Преслушване.“ |            |
| Аутопсия                   | Медицински преглед и хирургическо отваряне на трупа за установяване причините за настъпване на смъртта. |            |
| Ахилия                     | |            |
| Ацефалия                   | „Липса на глава.“ Мъртвороден плод с патологично вътреутробно развитие и липса на част или цялата глава. Също: „анцефалия“.                                                                                                 |            |
| Ацидоза                    | Натрупване на киселинност в кръвта поради дисбаланс на дишането и отделянето в бъбреците. |            |
| Афагия                     | Загубване на умението да се поема храна. |            |

## Б
Сортирането по азбучен ред става с кликването върху символа вдясно от „Термин“
| Термин           | Значение/Описание | Илюстрация |
| ---------------- | --- | ---------- |
|                  | |            |
| Бактериемия      | Наличие на свободни бактерии в кръвта. Спешна медицинска ситуация, изискваща интензивна терапия с антибиотици и вероятно медикаменти, поддържащи кръвното налягане, температурата и др. Без контрол води до шоково състояние. |            |
| Бацил            | Бактерии с прътовидна (цилиндрична като кренвирш) структура – вж. илюстрацията. |            |
| Бактерия         | Микроскопични едноклетъчни организми без обособено ядро, а само с ядрена зона, наречена нуклеоид. |            |
| Бактериолиза     | Процес на раздробяване на бактериите, обикновено под действието на клетъчни (храносмилателни) ензими. |            |
| Базофилия        | Наличие в плазмата на голям брой базофилни левкоцити, богати на хистамин и серотонин, признак на алергична реакция. Името на базофилите идва от афинитет към основни цитоскопични багрила. |            |
| Бактерициден     | От бактерия и лат. -цид – „убиващ бактерии“ |            |
| Бактериостатик   | Антибиотично вещество спиращо размножаването на бактерии, без да причинява смъртта на отделните организми. Полезни при запазване на обвивките в изправност на бактерии пълни с ендотоксини. |            |
| Бактериостатичен | Вж. Бактериостатик |            |
| Бактериурия      | Наличие на голям брой бактерии в урината. |            |
| Биопсия          | Хирургическа процедура или операция за вземане на тъканна проба от (подозрителни маси) в органите за потвърждаване или отхвърляне на ракови и други заболявания. |            |
| Бери-Бери        | Неврологично заболяване от недостиг на витамин В1, характеризиращо се с летаргия, умора, отслабване на крайниците, периоди на неравномерен пулс и едема. Бива три вида: мокра (сърдечно-съдови симптоми), суха (неврологични симптоми) и инфантилна бери-бери (при бебета, обикновено в развиващите се страни).                     |            |
| Бинт             | Обикновено стерилна или чиста марлена лента за превръзки. Произлиза от немската дума binden (връзвам). |            |
| Балнеология      | От лат. balneum, баня); специалността и формата на лечение чрез използване на водни бани. |            |
| Балнеолечение    | Виж Балнеология |            |
| Балнеосанаториум | Специализирано лечебно заведение за балнеолечение |            |
| Баланит          | Възпаление на главичката на пениса. |            |
| Баланопостит     | Възпаление на ствола и/или препуциума (кожичката) на пениса. |            |
| Баротравма       | Повреда на тъканите вследствие на разлика в налягането между атмосферата и въздушни кухини (като белите дробове, средното ухо, параназалните синуси, очите, костите и други). |            |
| Бял дроб         | Чифтен орган от дихателната система, свързващ я с кръвоносната система на дишащите въздух гръбначни за обогатяване на кръвта с кислород и отделяне на въглероден дуокис в атмосферата. |            |
| Бимануален       | „С две ръце или за употреба с све ръце.“ Например" процедура с двете ръце. |            |
| Бинаурален       | „С две уши или за употреба с две уши.“ Например: преслушването с модерните стетоскопи е бинаурално, за разлика от първите моноаурални стетоскопи. |            |
| Бинокулярен      | „С две очи или за употреба с две очи.“ Например бинокълът е бинокулярен далекоглед. |            |
| Белег            | Участък на повърхността на кожата, образуван от грубо организиран епителий и съединителна тъкан, показващ мястото на зараснала травматична или хирургична рана. |            |
| Безплодие        | Несъстоятелност на организъм да създаде поколение (за размножаване). |            |
| Биомикроскоп     | Инструмент, състоящ се от микроскоп със силен светлинен източник за изследване на живи тъкани в тялото; в частност в офталмологията за преглед на роговицата, конюнктивата, водниста течност и ретината на окото. |            |
| Биомикроскопия   | Вижте Биомикроскоп |            |
| Белтък           | Белтъчините (понякога се срещат като протеини) са сложни биологически важни макромолекули, основни градивни компоненти на живите клетки, както и на вирусните частици. |            |
| Болест           | Състояние на организма, предизвикано от действието на силни или необичайни дразнители, при нарушена хомеостаза и понижено качество и ефективност на жизнените процеси. Проявява се с ограничена приспособяемост; дълбоко и трайно отклонение от нормалната жизнена дейност и е съпроводено със структурни и функционални изменения. |            |
| Болница          | Лечебно заведение, в което се предлагат специализирани стационарни и амбулаторни медицински услуги. |            |
| Бурса            | От латински – „торба.“ Анатомична структура от съединителна тъкан, ципа пълна със синовиална течност, обгръщаща става. |            |
| Бурсит           | Възпаление на бурсата. Болезнено състояние, понякога съпроводено от намаляване на мускулната сила, като при лакътния бурсит. |            |
| Бруцелоза        | Инфекциозна болест, опасна зооантропоноза, която протича подостро, хронично или латентно. Нарича се още „Малтийска треска“ (Febris melithensis) или „Болест на Банг“ (Morbus Bangi). |            |
| Брадавица        | Малък, груб тумор, обикновено по ръцете или ходилата, наподобяващ карфиол или твърд мехур. Предизвикват се от човешки папилома вирус (HPV), |            |
| Брадикардия      | „Бавно сърце.“ Бива абсолютна или относителна; за абсолютната брадикардия при възрастните честотата на сърцето е под 60 удара в минута. |            |
| Брадичка         | Изпъкнала кост под долната челюст; еволюцията на брадичката е отговорна за развитието на членоразделната реч. |            |
| Ботулизъм        | Нервно-паралитично инфекциозно заболяване, предизвикано от токсин на бактерията Clostridium botulinum. Най-често от развалени консервирани храни. |            |
| Бременност       | Състояние, при което женските организми носят развиващ се зародиш в матката или други структури (патологична бременност) от момента на имплантация в матката до раждането или прекъсването на бременността. |            |
| Бъбрек           | Анатомичен орган в човешкото тяло, предназначен да филтрира кръвта и да отделя токсичните вещества под формата на урина. |            |
| Буза             | Месеста закръглена структура, покриваща страничния аспект на лицето между окото и долната челюст. Седалищните мускули също се наричат разговорно „бузи.“ |            |
| Бълнуване        | Говорене или бръщолевене в просъница или в състояние на дълбок сън. |            |
| Була             | Голяма подутина (над 1 см в диаметър). |            |
| Булозен          | Характеризиращ се с локализирани големи мехурообразни подутини или израстъци. |            |
| Бубонна чума     | Опасно инфекциозно заболяване, епидемична болест, причинявана от бактерията Yersinia pestis; особено страшно през Средновековието – предизвикало смъртта на милиони европейци. Лекува се с антибиотици и съществува ваксина. |            |
| Бронх            | Голяма тръба в белите дробове за провеждане на дихателните газове. |            |
| Бестиализъм      | Болестно състояние на влечение или заместване на половия контакт с животно, а не с човек. Полови актове с животни. |            |

## В
- Вагина
- Вагинит
- Вагус
- Вазодилатация
- Вазоконстрикция
- Вазомоторика
- Ваксина
- Ваксинация
- Варикозен
- Варици
- Везикула
- Везикуларен
- Верука
- Верукозен
- Вена
- Венерология
- Вестибуларен апарат
- Вестибулум
- Вирилизъм
- Вирус
- Витамин
- Витилиго
- Вкочанясване
- Влагалище
- Вулва

## Г
- Гериатрия
- Геронтология
- Гломерул
- Гръбначен стълб
- Гръбначномозъчен канал
- Гръклян

## Д
- Далак
- Дендрит
- Деонтология
- Дерма
- Дерматология

## Е
- Евстахиева тръба
- Ектопия
- Ендемия
- Епидермис
- Епидемия

## Ж
- Жлеза
- Жлъчен мехур
- Жлъчка
- Жълтеница

## И
- Илеус
- Имунитет
- Имунна система
- Имуногенност
- Имунология
- Инсулин
- Инсулт
- Интубация
- Инфекциозен перитонит при котките
- Инфекциозен ринотрахеит при котките
- Инфекциозен трахеобронхит при кучетата
- Инфекция
- Ихтиоза
- Ихтиофобия

## К
- Карцином на маточната шийка

## М
- Мозък
- Мозъчен тръст
- Мозъчна кора
- Мозъчни вентрикули
- Мозъчно-съдова болест

## Н
- Некроза
- Нексус
- Нефрон
- Неоплазия
- Нимфомания

## О
- Остеон

## П
- Палпация
- Панарициум
- Пандемия
- Парализа
- Параплегия
- Пареза
- Паренхим
- Пародонтит
- Партеногенеза
- Патоанатомия
- Патоген
- Патогенеза
- Патологичен
- Патология
- Периодонтит
- Периодонциум
- Периост
- Перитонзиларен
- Перкусия
- Перкуторен тон
- Пикочен мехур
- Плацебо
- Пресбиакузис
- Пресбиопия
- Пролиферация
- Простата
- Простатит
- Пулпа
- Пулпит

## Р
- Реабсорбция
- Реанимация
- Ревизия
- Резекция
- Резидуален
- Резорбция
- Рехоспитализация
- Решут

## Т
- Танатогенеза

## Ф
- Фагоцит
- Фагоцитоза
- Фалопиева тръба
- Фалос
- Фантомна болка
- Фарингит
- Фаринкс
- Фармакология
- Фармакопея
- Фармация
- Фасциит
- Фасция
- Фебрилен
- Фебрилитет
- Фекален
- Фемур
- Фетус
- Фецес
- Фибрилация
- Фибрин
- Фибробраст
- Фиброза
- Фиброцит
- Фибула
- Физиология
- Филум терминале
- Фистула
- Фистулен ход
- Фистулография
- Флакон
- Флегмон
- Флексия
- Флексор
- Флориден
- Флуктуация
- Флуороза
- Фобия
- Фокус (физика)
- Фоликул
- Фоликулит
- Фонтанела
- Формалин
- Форцепс
- Фосфотурия
- Фотофобия
- Фрактура
- Фремитус
- Фригидност
- Фтизиатрия
- Фурункул

## Х
- Хабитуален
- Хабитус
- Халюцинация
- Хамартом
- Хапче
- Хейлит
- Хематом
- Хемипареза
- Хемисфера
- Хемоглобин
- Хемопоеза
- Хемоптое
- Хеморагия
- Хемороид
- Хемосидероза
- Хемостаза
- Хемостатик
- Хемотоксини
- Хемофилия
- Хепаталгия
- Хепатит
- Хиалин
- Хигиена
- Хидрофилен
- Хидрофобен
- Хидрофобия
- Хидроцефалия
- Хиперемия
- Хиперергия
- Хиперестезия
- Хиперкератоза
- Хиперостоза
- Хипертензия
- Хипертония
- Хипертрофия
- Хиперфункция
- Хиперхидроза
- Хипоталамус
- Хипотония
- Хипофиза
- Хипофункция
- Хипохондрия
- Хирург
- Хирургия
- Хистеректомия
- Хистерия
- Хифема
- Хлоазма
- Хоана
- Холангит
- Холелитиаза
- Холеретик
- Холестеатом
- Холестерол
- Холецистит
- Хондрит
- Хранопровод
- Храносмилане
- Храчка
- Хрема
- Хрема
- Хрип
- Хромозома
- Хрущял
- Хъчинсонова триада

## Ц
- Цезарово сечение

## Ю
- Ювенилен
- Югуларен
- Юкстагломеруларен апарат
- Юношество

## Я
А – Б – В – Г – Д – Е – Ж —
З – И – Й – К – Л – М – Н —
О – П – Р – С – Т – У – Ф —
Х – Ц – Ч – Ш – Щ – Ъ – Ю —
Я